# Jelena Bodražić
Jelena Bodražić (Bačka Palanka, 22. decembar 1971) srpska je operska i koncertna pevačica (mecosopran). 

## Biografija
Detinjtvo je provela u selu Tovariševu, pored Bačke Palanke, a osnovnu školu zapocela u Nakovu, kraj Kikinde, jer joj otac Bogdan Bodražić tamo dobio posao. Osnovnu je završila u Kikindi, gde je pohađala i nižu muzičku školu “Slobodan Malbaški”. Tamo je takođe pohađala i srednju pedagošku školu, a zavrsila je u Novom Sadu (“Svetozar Markovic”), paralelno pohađajuci srednju muzičku školu “Isidor Bajic”. U “Isidoru Bajiću”, od 1990. godine, počinje da uči pevanje kao mezzosopran, u klasi prof. Prizrenke Petrović, kada dobija stipendiju Melanije Bugarinović. Školu završava za tri godine, potom upisuje Факултет музичке уметности у Београду, u klasi prof. Radmile Smiljanić. Od druge godine studija prelazi u klasu prof. Biserke Cvejić na novosadsku Akademiju umetnosti.

## Razvoj
Prvi stalni angažman dobija 1992. godine u Srpskom narodnom pozorištu u Novom Sadu, debitujući kao Grof Orlovski u “Slepom mišu”, opereti Johana Straussa. Te godine pobeđuje na internacinalnom takmičenju "Josif Marinković" u Novom Bečeju. Slede angažmani u Narodnom pozorištu u Beogradu i kamernoj operi Madlenianum gde peva, na otvaranju te kuće, u operi Tajni brak Domenika Čimaroze ulogu Fidalme. Iste godine postaje finalista takmičenja za ženske glasove Maria Caniglia u Sulmoni. Ulogom Lukrecije u "Nasilju nad Lukrecijom", operi Bendžamina Britna, skreće pažnju na sebe i 2000. godine odlazi u Nemačku gde nastavlja internacionalnu karijeru. Dobija stipendije grada Wiesbadena Richard Wagner i grada Mainc Ernest Kalkof i usavršava se kod Gospodje Claudije Eder i Gertie Charlont u Maincu.

## Internacionalna karijera
Pevala je u operskim kućama: Volksoper Wien, Nice, Modena, Piacenza, Wiesbaden, Mainz, Bern, Berlin. Učestvovala je i na operskim festivalima: Erl, Schwetzingen, Schwerin. Na njenom operskom repertoaru je više od 30 uloga na pet jezika. Najpoznatije su: Azucena iz “Trubadura” G. Verdija, Ulrica iz “Bala pod maskama” G. Verdija, Erda iz “Ranjskog zlata” R. Wagnera, Grofica Geswic iz “Lulu” A. Berga. Na koncertnom podijumu za solo-pesmu njen repertoar seže od dela starih majstora preko Bacha, Hendla, Schuberta, Schummana, Rahmanjinova, Čajkovskog, Mahlera, Wagnera, Debussya, pa do dela Poulanca. Od 2011. izvodi dela kompozitora kao što su: Morley, Dowland za glas,lautu i gitaru. U oratoriumskim partijama je poznata po izvodjenju: Verdijevog Requiema, Dvorzakovog Requiema, Bachove h-moll mise. Saradjivala je sa dirigentima kao što su: Gustav Kuhn, Michaell Guettler, Mladen Jagušt, Ralf Reuter, Leopold Hager, Niksa Bareza. Sa režiserima: Borom Popovićem, Jochanesom Felsensteinom, Richardom Peritom, Manfred Schweigkoflerom ,John Dueom.
Pored muzičke karijere, Jelena Bodražić se, od 2009. godine, intenzivno bavi slikarstvom. Do sada je uradila preko 200 platna u ulju i imala veliki broj samostalnih i grupnih izlozbi. Njene slike se nalaze u galerijama širom Evrope - u Francuskoj, Italiji, Švajcarskoj, Nemačkoj, Srbiji, Austriji.
Zivi u Nemačkoj.

## Spoljašnje veze
- Mecosopran s kičicom („Politika“, 20. maj 2012)
- Izložba slika u Kikindi
- Intervju